# Tadeusz Dołęga-Mostowicz
Tadeusz Dołęga-Mostowicz (poloneză taˈdɛuʂ dɔˈwɛŋɡa mɔˈstɔvit͡ʂ; n. 10 august 1898, Akuniova⁠(d), Disensky County⁠(d), gubernia Vilna, Imperiul Rus – d. 20 septembrie 1939, Cuturi, Stanisławów Voivodeship⁠(d), Polonia) a fost un jurnalist și scriitor polonez, cunoscut îndeobște pentru dilogia sa Vraciul (în poloneză Znachor) și Profesorul Wilczur (în poloneză Profesor Wilczur).
Aprecierea prozei lui Tadeusz Dołęga-Mostowicz se datorează talentului scriitorului polonez de a fi știut să construiască romanele, a cărei acțiune curge vioi, este "ruptă de viață", pasionată, bogat pigmentată cu elemente sentimentale și de moravuri. Odată accentul deplasat spre dinamica acțiunii, personajele se individualizează, iar analiza psihologică lapidară, descrierile succinte sunt subordonate stabilirii unui contact rapid cu cititorul.
Vraciul, alias profesorul Wilczur, nu este un ideal, un model abstract, ci sinteza unor valori umane, rezultată dintr-o pătrunzătoare și fină investigație în cele mai diverse sfere ale potențialului uman, un simbol care pledează pentru echilibrul dintre rațiune și sentiment.
Debutul lui Tadeusz Dołęga-Mostowicz cu romanul Cariera lui Nikodem Dyzma, în 1932, a stârnit multă senzație. Cititorii l-au primit cu entuziasm, critica i-a arătat și ea interes. Cartea apărea la șase ani după lovitura de stat din 1926 și instaurarea dictaturii lui Pilsudski, într-un moment în care prigoana împotriva opoziției, fraudele, abuzurile, dezorientarea în rândurile grupării sanatiste a lui Pilsudski destrămaseră și umbra de iluzii privind rolul "bărbatului providențial". Romanul aducea în prim plan tocmai cariera amețitoare a unui impostor lipsit de scrupule, căruia i se construiește o întreagă legendă pentru a motiva ascensiunea omului cu "mână forte" până în cele mai înalte funcții și la un pas de fotoliul primului ministru.
Succesul de care se bucură până azi romanele acestui scriitor laborios poate să-i intrige pe unii dintre cititorii rafinați. El nu este un analist de tipul lui Proust, Joyce sau Kafka, nu este nici măcar un inovator, ci se revendică din marea familie a realiștilor secolului al XIX-lea și stăpânește perfect substanța și tehnica romanului foileton.
I s-a reproșat lui Tadeusz Dołęga-Mostowicz că a făcut concesii gustului mic-burghez, apreciindu-i-se, aproape în exclusivitate, romanele satirice, cum sunt Cariera lui Nikodem Dyzma, în primul rând, Frații Dalcz et Comp., Doctorul Murek anihilat, A doua viață a doctorului Murek sau Jurnalul doamnei Hanka. (Ion Petrică, prefața romanului "Vraciul. Profesorul Wilczur", Editura Univers, București, 1988)